# Ípsilon
L'ípsilon (en majúscules Υ, en minúscules υ) és la vintena lletra de l'alfabet grec. Té un valor numèric de 400. Deriva de la lletra fenicia vau. Quatre lletres de l'alfabet llatí derivaren de l'ípsilon: V, Y i, més tard, U i W.
La pronunciació era /u/ inicialment, però en grec clàssic va canviar a /y/ (el so de la u francesa o la ü alemanya). En grec modern es pronuncia /i/. En grec antic tenia versions llargues i curtes, però aquesta distinció s'ha perdut en el grec modern. En grec clàssic aquesta lletra anava acompanyada d'un so aspirat (equivalent a la hac h aspirada).
L'ípsilon participava com a segon element en els diftongs decreixents, que han evolucionat de diverses maneres; per exemple després d'alfa o èpsilon es pronuncia /f/ o /v/.
L'emperador romà Claudi proposà introduir una nova lletra a l'alfabet llatí amb un so aproximat al de l'ípsilon, però en comptes d'això la lletra Y fou adoptada finalment.
El nom de la lletra era simplement υ. Va canviar a "u psilon" (en grec, υ ψιλόν, "u senzilla") per a distingir-la de l'οι, que es pronunciava igual, /y/.
En grec modern aquesta lletra es pronuncia d'aquestes maneres:
- sola sona [i] (igual que iota o eta), exemple τυρί ([ti'ri], "formatge").
- el grup òmicron+ípsilon sona [u], exemple μου (['mu], "meu").
- rere alfa, èpsilon, o eta sona [v] (o [f] si segueix una consonant sorda), exemple αύριο (['avrjo], "demà").

## Ús
- En física l'ípsilon majúscula {\displaystyle \Upsilon } denota un mesó. Cal escriure-la exactament {\displaystyle \Upsilon } per evitar confusió amb la lletra llatina Y, que denota la hipercàrrega.
- En minúscula, s'usa per representar l'aproximant labiodental sonora a l'AFI.